# 矩尺座γ流星雨
矩尺座γ流星雨出現時看似是散亂流星，因為在它活躍期間的ZHR值與背景流星的數值仍是難以區分的，但是它的峰值相當尖銳，ZHR達到最大值的3或4的時間只有一天或兩天。在過去的觀測中最大值出現的時段並不明確，有時活躍的時間很寬廣，或者較不明顯。它的活躍期在2月25日至3月22日之間，輻射點在赤經239度，赤緯-50度，流星的速度為每秒56公里。
從有限的數據中，在1999年建議極大期可能出現在太陽位於黃經350至357之間，也就是大約在每年的3月10日至17日。而從錄影的觀測中顯示以前所認定的輻射點可能並不正確，因此需要更多的觀測資料來做更確實的認定。在子夜過後的觀測能獲得較佳的效果，因為在南半球的輻射點在子夜之後才能上升至合理的高度（在北半球許多地區看不見輻射點）。

## 觀測預報
這個流星雨非常需要有計劃的觀測，預測2008年的極大期在3月13日，3月14日才是上弦月，因此是很適合觀測的一年，而所有的觀測技術都可以被使用。
2010年的極大期預測在3/14，雖然靠近朔，幾乎沒什麼月光影響，但是平均ZHR只有6，其他活動期間也只有ZHR～3而已，幾乎與偶發流星沒什麼兩樣。而且由於對臺灣地區而言，矩尺座的位置非常南邊，受到大氣層的影響，可以看見的流星數量會比緯度較南或南半球的地區更少。